# یورماتی
یورماتی (انگلیسی: Yurmaty) یک شهرک در شهرستان فیودوروفسکی استان باشقیرستان کشور روسیه است.